# Ubajara
Ubajara is een gemeente in de Braziliaanse deelstaat Ceará. De gemeente telt 31.247 inwoners (schatting 2009).
De gemeente grenst aan Tianguá, Frecheirinha, Coreaú, Ibiapina, Mucambo en São João da Fronteira.